# Folia (Schiff)
Die Folia war ein 1907 in Dienst gestelltes Passagierschiff, das zunächst unter italienischer Flagge fuhr und ab 1916 der britischen Reederei Cunard Line gehörte, die es auf der Nordatlantik-Route einsetzte. Am 11. März 1917 wurde die Folia vor der südirischen Küste von einem deutschen U-Boot versenkt.

## Geschichte
Das 6.560 BRT große Dampfschiff wurde auf der Werft Sir James Laing and Sons in der nordenglischen Hafenstadt Sunderland für die italienische Reederei Lloyd Sabaudo mit Sitz in Turin gebaut. Es lief am 28. Februar 1907 vom Stapel und wurde auf den Namen Principe di Piemonte getauft. Das 131,06 Meter lange und 16,06 Meter breite aus Stahl gebaute Schiff hatte zwei Schornsteine, zwei Masten und einen einzelnen Propeller. Es wurde von zwei sechszylindrigen Dreifachexpansions-Dampfmaschinen angetrieben, die 869 PSi leisteten und eine Höchstgeschwindigkeit von 14 Knoten ermöglichten. Die Principe di Piemonte war als Passagierschiff für die Nordatlantikroute konzipiert und für 120 Passagiere in der Ersten, 50 in der Zweiten und 1.500 in der Dritten Klasse ausgelegt. Am 19. Juni 1907 lief sie in Genua zu ihrer Jungfernfahrt über Neapel und Palermo nach New York aus.
Am 12. Dezember 1913 legte sie zu ihrer letzten Fahrt für den Lloyd Sabaudo ab. 1914 wurde sie an die Uranium Steamship Company verkauft, die einen Ersatz für die im Vorjahr gesunkene Volturno benötigte. Das Schiff erhielt den neuen Namen Principello und lief am 14. Februar 1914 zu seiner ersten Fahrt auf der Route von Rotterdam über Halifax nach New York aus. Die letzte Abfahrt auf dieser Strecke erfolgte am 8. September 1914. Am 9. April 1915 fuhr das Schiff zum ersten Mal von Avonmouth nach Halifax und New York. Die letzte Abfahrt auf dieser Strecke fand am 26. Mai 1915 statt.

## Cunard Line

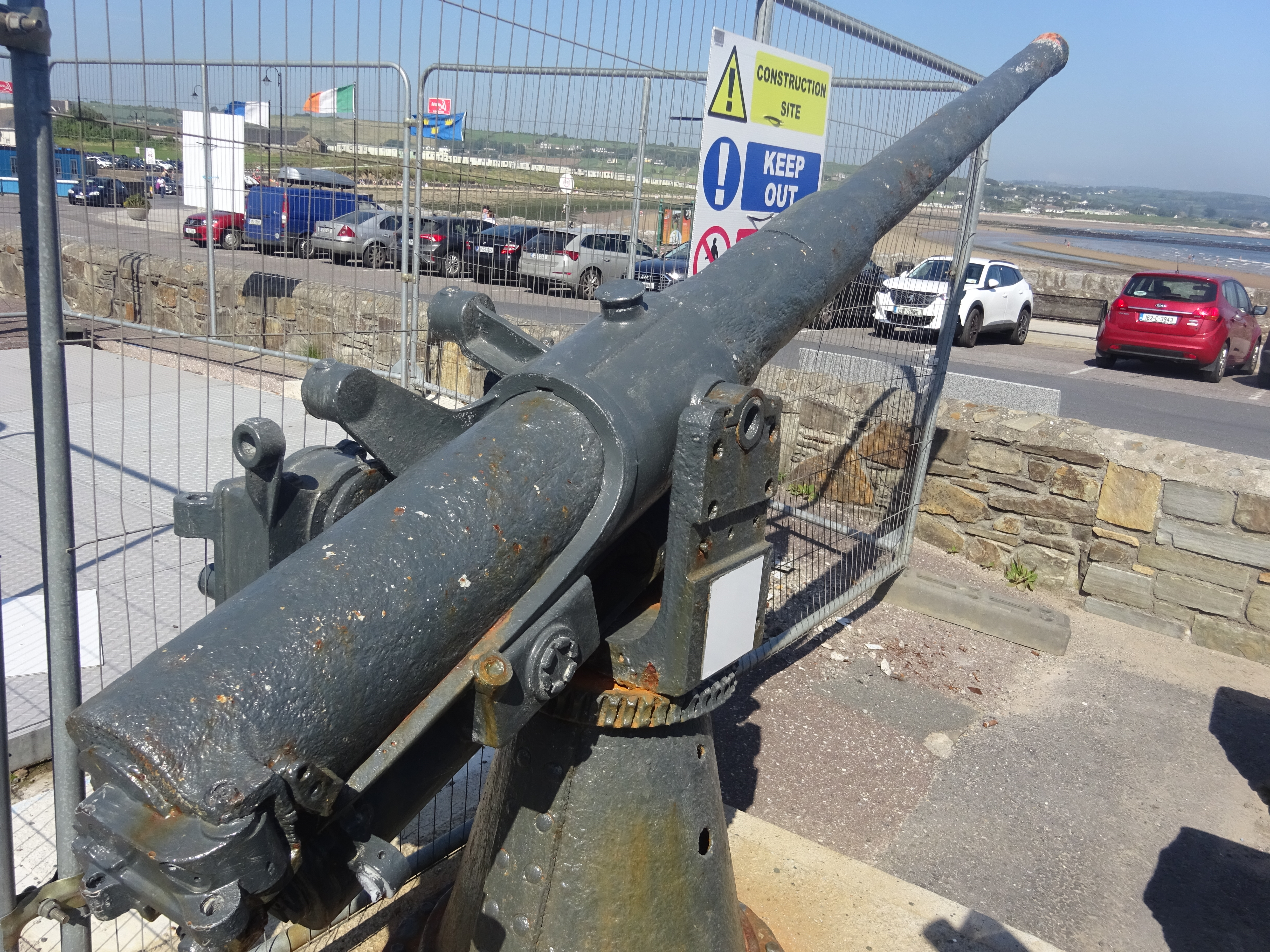
12-pfunder Geschutz, Ardmore.

1916 ging das Schiff an die britische Cunard Line über, die die Bestände der Uranium Steamship Company übernahm, um bisherige Kriegsverluste auszugleichen. In diesem Zug erhielt das Schiff den neuen Namen Folia. Die Folia wurde wie zuvor von der Uranium Steamship Company vornehmlich als Frachtschiff auf der Avonmouth-New York-Route verwendet, transportierte aber auch Passagiere. Aufgrund des Kriegszustands wurde das Schiff mit einer 12-Inch-Heckkanone ausgestattet und galt somit als defensively armed merchant ship.
Am 11. März 1917 wurde die Folia vier Seemeilen südöstlich von Ram Head bei Ardmore vor der Küste der südirischen Grafschaft Waterford von dem deutschen U-Boot U 53 (Kapitänleutnant Hans Rose) durch Geschützfeuer und einen Torpedo versenkt (Position 51° 55′ N, 7° 35′ W). Der Dampfer befand sich mit 75 Besatzungsmitgliedern und 4.400 Tonnen Fracht an Bord unter dem Kommando von Kapitän Francis J. D. Inch auf einer westgebundenen Fahrt von New York nach Avonmouth. Sieben Besatzungsmitglieder kamen durch die Versenkung ums Leben. Inch war auch Kapitän der Volturno auf deren letzter Fahrt im Oktober 1913 gewesen.
1977 wurden Teile des Schiffs geborgen.